# 大井村 (岡山県吉備郡)
大井村（おおいそん）は、岡山県吉備郡にあった村。現在の岡山市北区の一部にあたる。大字大井の市場町で、5と10の日は本市が開かれて賑わったが、大正期が最盛期でその後衰退した。

## 地理
足守川（笹ヶ瀬川）と日近川の合流点と、その北側の山間部に位置していた。

## 歴史
- 1889年（明治22年）6月1日、町村制の施行により、賀陽郡大井村、粟井村が合併して村制施行し、大井村が発足[1][2]。旧村名を継承した大井、粟井の2大字を編成[2]。
- 1900年（明治33年）4月1日、郡の統合により吉備郡に所属[1][2]。
- 1956年（昭和31年）3月31日、吉備郡足守町、福谷村、日近村、岩田村と合併し、足守町が存続して廃止された[1][2]。合併後、足守町大字大井・粟井となる[2]。

## 産業
- 農業[2]
- 産物：米、麦、藺草、葉煙草、薪炭、藁工品、果物[2]

## 教育
- 1891年（明治24年）大井尋常小学校開校[2]。